# Chas Chandler

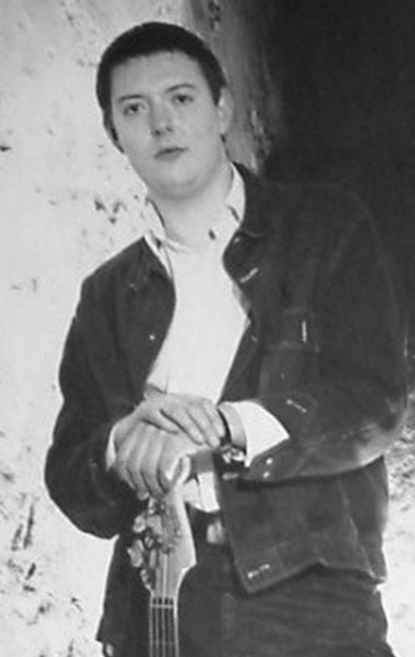
Chas Chandler (1964)

Bryan „Chas“ Chandler (* 18. Dezember 1938 in Newcastle; † 17. Juli 1996 ebenda) war ein britischer Bassist, Produzent und Manager verschiedener Bands.

## Leben
Bryan Chandler begann seine Karriere als Bass-Spieler in einem Duo mit Alan Price. Als der Sänger Eric Burdon, der Gitarrist Hilton Valentine und Drummer John Steel dazustießen, nannten sie sich The Animals und stiegen zu einer erfolgreichen Rockband der 1960er Jahre auf.
Nach der Trennung der Gruppe im Jahre 1966 baute Chas Chandler mit dem Manager der Animals, Michael Jeffery, die Jimi Hendrix Experience auf. Er war es auch, der Jimi Hendrix Ende 1966 im „Café Wha?“ im Greenwich Village entdeckt hatte und die weiteren Musiker zur Gründung der Jimi Hendrix Experience fand. Es handelte sich um Noel Redding am Bass und Mitch Mitchell am Schlagzeug. Mit der JHE produzierte Chandler zwei Alben.
Außerdem managte und produzierte er zwölf Jahre lang die englische Rockgruppe Slade. Während dieser Zeit kaufte Chandler die IBC-Studios und leitete sie für vier Jahre. Daneben gründete er Barn Records. Später half er beim Bau und der Entwicklung der Newcastle Arena, einer Sport- und Entertainment-Halle mit 10.000 Plätzen.
Chandler starb am 17. Juli 1996 im Alter von 57 Jahren an einem Aortenaneurysma.